# 中国—阿富汗关系
中国—阿富汗關係，是指歷代的中國和阿富汗政權之間的雙邊關係。

## 历史

### 古代
阿富汗和中國的關係主要包含水果和茶葉的貿易，而這些貿易通過新疆和瓦罕走廊進行。

#### 巴克特里亞
前128年左右，西漢使節張騫來到王國已滅亡的巴克特里亞，並稱當地為大夏，一些學者如伯希和、塔恩（W. W. Tarn）、纳拉因（A.K. Narain）等認為，張騫所見到的大夏人是希腊-巴克特里亚殘餘的臣民，他們最終在游牧民族大月氏入侵下滅亡而臣服。但另一些學者如費迪南·馮·李希霍芬、王国维等認為張騫所見到的大夏人是塞種人，他們滅亡了希腊-巴克特里亚王國後，臣服於後來入侵的大月氏。

#### 貴霜帝國
貴霜帝國迦膩色伽一世曾與東漢發生過一次戰爭，據《後漢書 班梁列傳》所載，漢和帝永元二年（90年），貴霜副王謝率兵七萬人攻班超，漢軍人少，堅守不戰，謝攻班超不下，四處搜掠又無所得，糧草出現問題。班超推斷謝會向龜茲求援，就派兵埋伏要道，謝果然不出所料，結果求援士兵全被殺掉，班超將消息告知謝，謝自知已無出路，便派使者向班超請罪，要求放還，班超同意，兩國關係又重修好，自此貴霜軍退回蔥嶺以南，兩國保持和平關係。

#### 吐火罗叶护政权
吐火罗叶护政权与唐朝保持着密切的联系，吐火罗叶护于661年被册为月氏都督，于729年被册封为“吐火罗叶护，悒怛王”，再被阿拉伯帝国进攻时，曾多次求援，叶护之弟入朝并留在了长安，唐军于750年应吐火罗请求攻打了朅师，758年，吐火罗叶护曾派兵支援唐朝。朝贡方面，据《册府元龟》记载，吐火罗在贞观九年五月（635年6-7月）至乾元元年（758年）间，曾遣使朝贡二十多次，贡品包括狮子、鸵鸟、药品乃至高僧、“解天文人”等。
吐蕃也与吐火罗叶护有所交往，护蜜（今瓦罕走廊一带）-吐火罗是中外交往的一条重要道路，也是吐蕃西出西域、联系碎叶的一大通道，吐蕃在西域扶植的傀儡突厥可汗阿史那仆罗、阿史那俀子可能与吐火罗叶护家族有血缘联系，战败的阿史那俀子可能逃到了吐火罗。704年，吐蕃曾与吐火罗数王公出兵进攻阿拉伯帝国，叶护可能有参与。

#### 阿拉伯帝国
阿拉伯帝国（632年－1258年），是阿拉伯半岛上的阿拉伯人于中世纪创建的統治伊斯兰教穆斯林，由哈里發統治的帝國（本意為「哈里發的領地」）。唐代以来的中国史书，如《经行记》、《旧唐书》、《新唐书》、《宋史》、《辽史》等，均称之为大食（波斯语Tazi或Taziks的译音，即今塔吉克）。
据说，默罕默德曾经告诫他的弟子们说：“学问虽远在中国，亦当求之。”据《旧唐书·西域传》记载，唐高宗永徽二年（651年），阿拉伯帝国第三任正统哈里发奥斯曼派遣使节抵达长安与唐朝通好，唐高宗即为穆斯林使节敕建清真寺。此后双方来往频繁。在中国史书的记载中，大食使节来访次数达37次。

### 1940年代至1970年代
1944年，阿富汗王国和中華民國建交，并于1945年互设公使馆，直到1950年为止。中华人民共和国成立以后，阿富汗王国于1950年1月宣布承认中华人民共和国政府，两国之间于1955年1月20日建立了外交关系并互派了大使。1950及60年代，中国和阿富汗两国之间都遵循和平共处五项原则，和睦相处，平等相待，友好关系得到了进一步的发展。

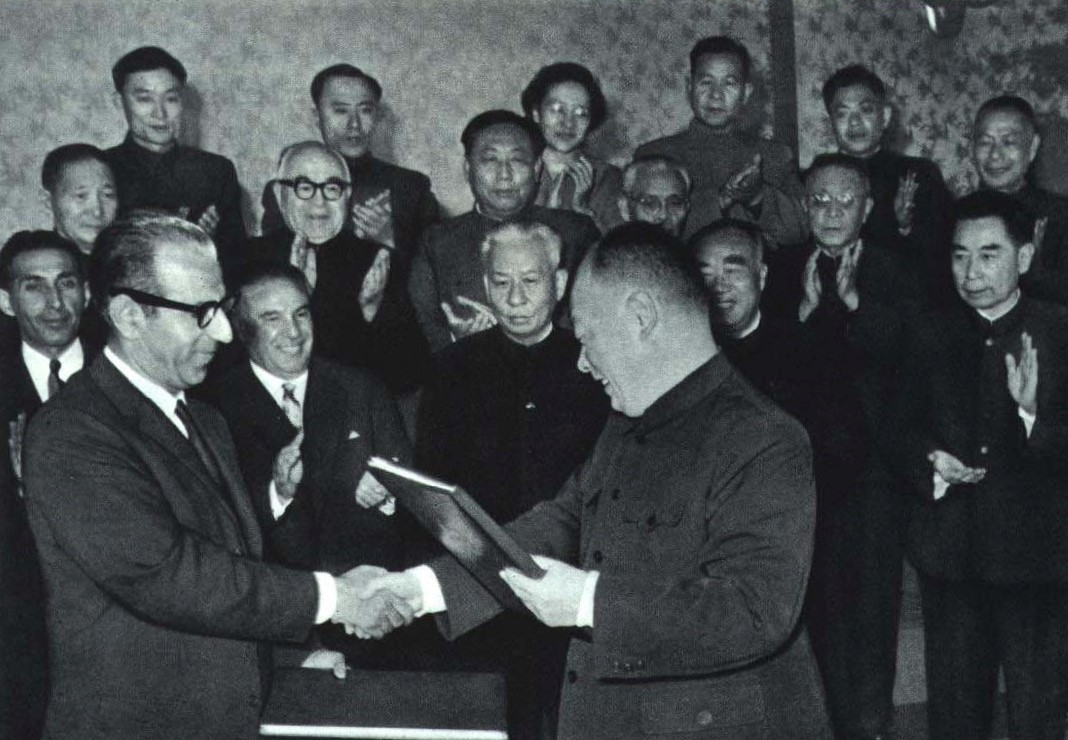
1963年11月22日中国与阿富汗签署边界条约，阿卜杜·卡尤姆与陈毅签字

1957年1月，中华人民共和国国务院总理周恩来、副总理贺龙访问阿富汗，是中阿关系史上中国领导人第一次访阿。在访问过程中，周恩来总理和贺龙副总理会见了阿富汗国王查希尔，并同首相达乌德、副首相阿里·穆罕默德、副首相兼外交大臣纳伊姆举行了三次会谈，这次访问增进了两国间的相互了解，为两国之间友好关系的发展奠定了基础。同年10月阿富汗首相达乌德应邀访华，访问期间会晤了中国领导人毛泽东、朱德、刘少奇。此后，时任中华人民共和国副总理兼外交部长的陈毅于1960年访问了阿富汗，同年8月26日在阿富汗首都喀布尔签订了《中阿友好和互不侵犯条约》。1963年11月22日两国在北京又签订了《中阿边界条约》，中阿边界全长92.45公里。
1964年10月，阿富汗国王查希尔及王后访问中国会晤了中共中央主席毛泽东、中国国家主席刘少奇、中国国务院总理周恩来等中国领导人。1965年3月，陈毅副总理兼外交部长再次访问阿富汗，访问期间同阿富汗方面在喀布尔签订了《中阿边界议定书》、《中阿经济技术合作协定》及《中阿文化合作协定》等相关协议文件。1971年，阿富汗王國支持中華人民共和國恢復在聯合國的代表權。

綠色代表了該國支持中華人民共和國恢復在聯合國的代表權，其中包括阿富汗

1973年7月17日，阿富汗前首相达乌德汗发动政变，废黜了国王，宣布成立阿富汗共和国。同月，中国对阿富汗共和國的成立予以承认，并发表声明表示希望“中阿两国人民的传统友谊和两国间的友好关系继续发展”。1974年12月，阿富汗总统特使纳伊姆应邀访华，会见了周恩来总理、李先念副总理和乔冠华外长，双方就国际形势和加强中阿关系等问题进行了探讨。1978年4月27日，阿富汗前空军副司令阿布杜尔·卡迪尔中校发动军事政变，推翻达乌德政府，改国名为阿富汗民主共和国，成立最高权力机关革命委员会。阿富汗人民民主党总书记努尔·穆罕默德·塔拉基为革命委员会主席（国家元首）兼部长会议主席（政府首脑）。5月7日，中国政府承认了阿富汗新政府。

### 蘇聯入侵阿富汗
1979年12月27日，苏联武装入侵阿富汗。同月30日，中国政府发表了政府声明，强烈谴责苏联对阿富汗的武装入侵行径。中国对在苏联支持下成立的卡尔迈勒政权不予承认，虽保留驻阿富汗使馆（临时代办级），但不同卡尔迈勒政权发生正式的官方关系，仅有事务性、领事签证等方面的关系。至1992年4月，阿富汗纳吉布拉政权垮台，游击队接管政权，改国名为阿富汗伊斯兰国，中阿关系实现了正常化。但不久后阿游击队各派发生冲突，内战加剧。出于安全考虑，中国于1993年2月撤离了驻阿富汗使馆的全部工作人员，两国间正常往来由此暂时中断。在2000年坎大哈的会晤中，塔利班的领导人穆罕默德·奥马尔对中国驻巴基斯坦大使陆树林保证说塔利班不会“允许任何组织用其领土从事任何反对中国的活动。

### 九一一事件

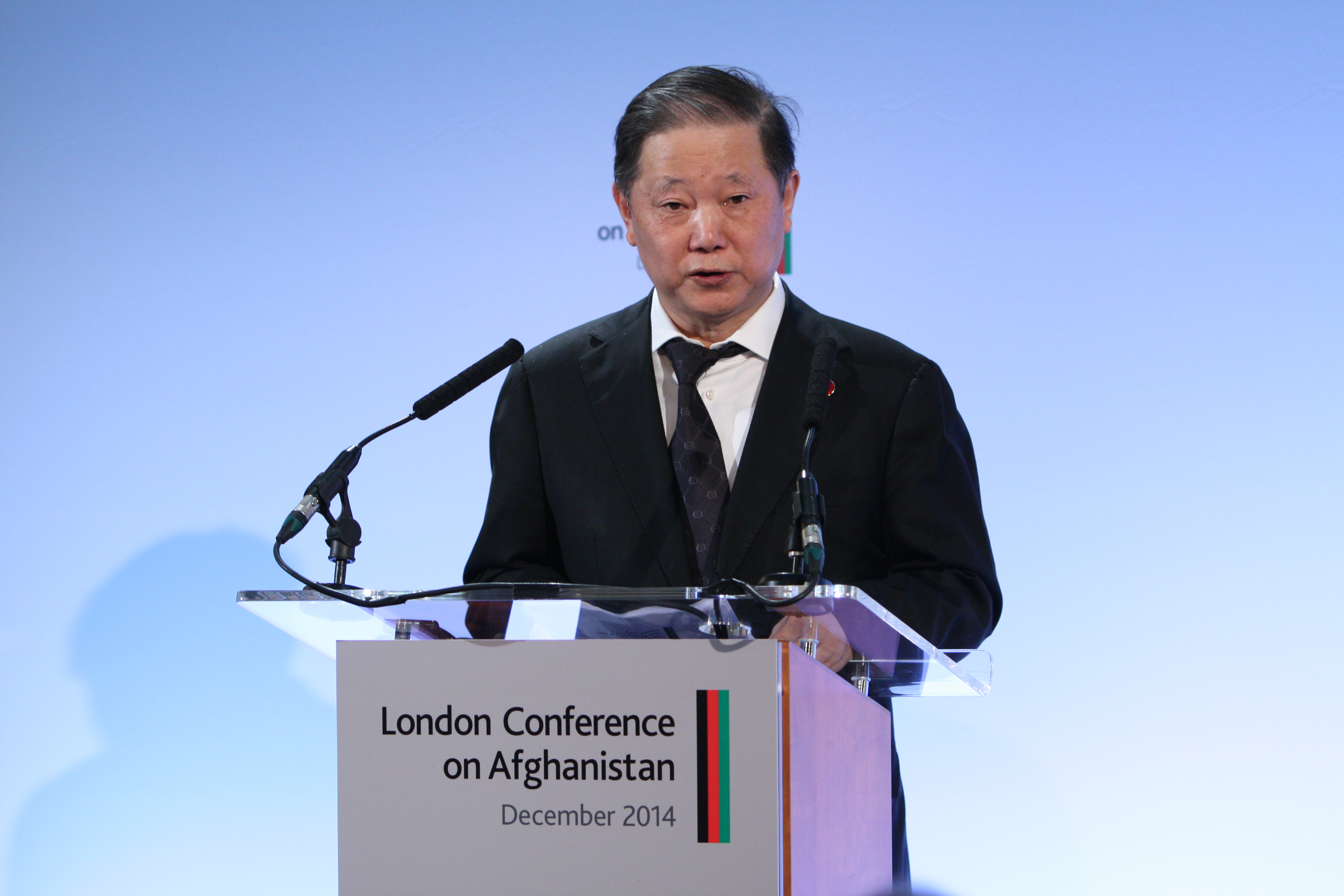
中方代表在2014年英國阿富汗問題研討會發言

2001年，九一一恐怖袭击事件之后，美国、联合国和北约推翻了塔利班政权。10月，中国外交部发文，要求执行联合国安理会对塔利班和本·拉登等人的制裁。同年12月，中国向阿富汗派出工作小组，该工作组参加了阿富汗伊斯兰国过渡政府的成立仪式，并向过渡政府主席哈米德·卡尔扎伊递交了中国政府的贺信。
2002年1月，过渡政府主席卡尔扎伊访华，分别会见了中共中央总书记江泽民和中国国务院总理朱镕基。双方签署了中国向阿富汗提供3000万元人民币紧急物资援助和100万美元现汇的换文。江泽民宣布中国政府将在今后5年内（2003年－2007年）向阿富汗战后重建提供1.5亿美元援助。同年2月6日中国驻阿富汗使馆正式复馆。5月，中华人民共和国外交部部长唐家璇访问阿富汗，会见了过渡政府主席卡尔扎伊、前国王查希尔，与阿富汗外长阿卜杜拉举行了会谈，双方签署中国向阿富汗方面提供3000万美元无偿援助的《中阿经济技术合作协定》。11月，阿富汗外长阿卜杜拉访华，双方签署了中国向阿提供100万美元物资援助的换文。12月，中国和阿富汗的其他五个邻国（巴基斯坦、伊朗、塔吉克斯坦、土库曼斯坦、乌兹别克斯坦）一道与阿富汗政府签署了《睦邻友好宣言》，表示尊重阿富汗的主权和领土完整，支持阿富汗和平与重建。
2003年2月，阿富汗过渡政府总统卡尔扎伊在出国访问期间两次过境中国。5月，过渡政府副总统沙拉尼对中国进行了工作访问，中国国家副主席曾庆红与其进行了会谈。此外，沙拉尼还分别会见全国人大常委会委员长吴邦国和国务院总理温家宝。中阿双方签署了中国向阿富汗提供1500万美元无偿援助的《经济技术合作协定》等三个合作文件。9月，中国政府同阿富汗过渡政府及阿富汗的其他五邻国共同签署《<喀布尔睦邻友好宣言>签署国关于鼓励更紧密贸易、过境和投资合作的宣言》。
2004年3月，阿富汗外交部长阿卜杜拉对中国进行了工作访问。3月底，中国外交部长李肇星参加了阿富汗问题柏林国际会议，宣布2004年向阿富汗提供1500万美元无偿援助，为阿富汗大选提供100万美元物资援助，并免除阿富汗960万英镑债务。中方还与阿富汗的其他5个邻国一道同阿富汗政府签署了《喀布尔睦邻友好禁毒宣言》。4月，阿富汗大国民会议主席穆贾迪迪和该国文化部长先后到中国进行了访问。6月，中国国家主席胡锦涛在塔什干参加上海合作组织峰会期间会见了阿富汗过渡政府总统卡尔扎伊，就巩固和加强中阿睦邻友好和互利合作及阿富汗和平重建形势交换了意见。11月，胡锦涛主席、曾庆红副主席分别致电祝贺卡尔扎伊和卡里姆·哈利利当选总统和副总统。12月，中国外交部部长助理李辉作为中国政府特使出席了卡尔扎伊总统的就职典礼。
2005年1月20日，是中国和阿富汗建交50周年纪念日。两国领导人互致贺电，双方各自举行了庆祝招待会。中方为阿方邮政局印制纪念邮票，举办了中阿友好图片展。4月初，李肇星外长访阿并出席了第三届“阿富汗发展论坛”。4月下旬，阿富汗副总统哈利利应邀出席博鳌亚洲论坛年会并同时对中国进行了访问。6月，阿富汗国家安全顾问拉苏尔访华。9月，阿富汗第一副外长阿齐兹应邀到中国举行外交磋商。12月，中国外交部副部长武大伟赴阿富汗出席阿富汗区域经济合作会议。2006年1月，李肇星在赴伦敦出席阿富汗问题国际会议时，代表中国政府宣布2006年向阿富汗提供8000万人民币无偿援助。2006年6月，阿富汗总统卡尔扎伊对中国进行国事访问，两国元首共同签署了《中阿睦邻友好合作条约》，宣布建立全面合作伙伴关系，并发表联合声明。2008年8月，阿富汗总统卡尔扎伊访问中国，与中共中央总书记、中国国家主席胡锦涛会见，并参加了北京奥运会开幕式。2010年3月，阿富汗总统卡尔扎伊对中国进行国事访问，双方发表联合声明。
2012年，中阿建立战略合作伙伴关系。2002年至2014年卡尔扎伊担任总统期间，7次访华或来华参会。2014年10月，阿富汗总统阿什拉夫·加尼就任后，两国高层保持了频繁接触，加尼首次出访即是对中国进行国事访问并出席在京举行的阿富汗问题伊斯坦布尔进程第四次外长会开幕式。2016年1月11日，巴基斯坦、阿富汗、中国、美国关于阿富汗问题的四方机制首次会议在伊斯兰堡举行闭门磋商。这是四国就阿富汗和平与和解进程举行的首轮对话。2017年6月，中共中央总书记、中国国家主席习近平在出席上合组织阿斯塔纳峰会期间与加尼总统举行会见。12月，李克强总理在出席索契上合组织总理会议期间与阿首席执行官阿卜杜拉举行会见。3月，阿长老院主席穆斯利姆亚尔来华出席博鳌论坛，张高丽副总理会见。9月，阿第一副首席执行官穆罕默德·汗来华出席2017年中国—阿拉伯国家博览会，全国人大常委会副委员长张平会见。同月，阿人民院议长易卜拉希米来华出席2017欧亚经济论坛，汪洋副总理会见。2018年6月，习近平在青岛会见来华出席上合组织峰会的加尼总统。同月，阿第二副首席执行官穆哈齐克来华出席第5届南博会，胡春华副总理会见。8月，阿议会长老院主席穆斯利姆亚尔来华出席第6届亚欧博览会，胡春华副总理会见。9月，阿第二副总统丹尼什来华出席第3届敦煌文博会，孙春兰副总理会见。10月，李克强在出席杜尚别上合组织总理会议期间与阿首席执行官阿卜杜拉举行会见。

### 塔利班重掌政权後
2021年7月28日，阿富汗塔利班政治委员会负责人巴拉达尔与中国国务委员兼外长王毅在天津会见。同年，在美軍撤出阿富汗的末期，阿富汗塔利班发动攻势，于8月19日宣布建立阿富汗伊斯蘭酋長國。2021年9月7日，阿富汗塔利班宣布成立临时政府。尽管中国暂未承认塔利班新政府，但中国大使馆仍驻留当地。9月8日，中国国务委员兼外长王毅出席首次阿富汗邻国外长会，表示为帮助阿富汗加强疫情防控，决定向阿富汗人民首批捐赠300万剂新冠疫苗，并为其提供价值2亿元人民币的粮食、越冬物资、疫苗和药品等人道主义援助。10月31日，一批45吨重的阿富汗松子从喀布尔机场出发，并于次日抵达上海浦东机场，这是阿富汗伊斯兰酋长国首次与中国进行贸易。在松子出发时，代理副总理哈纳菲等临时政府官员在机场举行简单的剪彩仪式，中国大使王愚也参加送行；松子抵达中国后，出现在中国中央电视台直播《全球“进”货季》中，由李佳琦和王冰冰向观众推销。
2022年1月11日，阿富汗伊斯兰共和国驻华大使卡伊姆在推特上表示已辞职离任，并离开北京。同年3月24日，中国国务委员兼外长王毅在出席伊斯兰堡的伊斯兰合作组织外长会后，访问阿富汗，并在喀布尔同阿富汗临时政府代理副总理巴拉达尔、代理外长穆塔基分别举行会谈。3月31日，在第三次阿富汗邻国外长会和阿富汗邻国与阿临时政府首次外长对话会结束后，中国国务委员兼外长王毅就记者提问外交承认的问题时，表示“希望阿富汗临时政府在推动民族和解、更加包容建政、保障妇女儿童就业和教育权利等方面取得更多进展，尤其在打击恐怖主义方面采取更加坚定态度，拿出更多可视性成果”、“随着各方关切得到更有力回应，对阿富汗政府的外交承认将是一个水到渠成的事情”。
2023年4月12日，中国外交部发布“关于阿富汗问题的中国立场”，表示中方尊重阿富汗独立、主权和领土完整，尊重阿富汗人民做出的自主选择，尊重阿富汗的宗教信仰和民族习惯。中方从不干涉阿富汗内政，从不在阿富汗谋求私利，从不寻求所谓势力范围。支持阿富汗（塔利班政权）温和稳健施政与和平重建。同年9月8日，新任中国驻阿富汗大使赵星到任，并于21日向阿富汗临时政府总理阿洪德递交国书，中国成为全球首个向阿富汗塔利班政府派出新任大使的国家。然而，中国政府并未表明是否将正式承认阿富汗伊斯蘭酋長國，并表示此举是正常轮换。外交部官网则将赵星列为“驻阿富汗伊斯兰共和国大使馆”的大使。同年10月，阿富汗塔利班政府代理商业和工商部长赴北京参加一带一路国际合作高峰论坛。12月1日，阿富汗塔利班政府任命的驻华大使卡里米（Bilal Karimi）在北京向中国外交部礼宾司司长洪磊递交国书副本，阿富汗塔利班政府同時宣布，中国已正式接受其驻北京大使，中国成为自阿富汗塔利班政府復辟以來第一个接待塔利班大使的国家；其后卡里米于2024年1月30日向中国国家主席习近平递交了国书。

## 文化交往
2005年，在中国留学的阿富汗学生共计13人。2008年1月，阿富汗首家孔子学院在喀布尔大学成立，喀布尔大学语言文学院成立了中文系，标志着阿富汗把汉语正式作为外语教学的开始。至2022年8月，在中国留学的阿富汗学生有上千名，有近两百名学生在喀布尔大学孔子学院就读。
1978年，中國國務院召開會議決定編寫中外多國辭典，將《普什图语汉语词典》列在其中，並派赴留學生前往喀布爾學習普什圖語。經過36年的時間，翻譯家车洪才終在2014年編成了中華人民共和國第一本普什圖語的漢語辭典。

## 经贸关系
1955年中阿建交后，两国经贸关系获得发展。1957年，双方签订《中阿交换货物和支付协定》。阿富汗战乱期间，两国间经贸交往和经济技术合作受到严重影响。2006年6月，阿富汗卡尔扎伊总统访华期间，中阿签署两国政府贸易和经济合作协定，同年7月1日起，中方给予阿富汗278种对华出口商品零关税待遇。2014年10月，阿富汗阿什拉夫·加尼总统访华期间，中方宣布2014年向阿提供5亿元人民币无偿援助，2015到2017年再提供15亿元人民币无偿援助，未来5年将向阿富汗提供3,000个培训名额。
2021年8月，阿富汗塔利班上台以来，中国累计向阿提供价值3.5亿多元人民币的紧急人道主义援助。2021年，中国企业对阿富汗非金融类直接投资282万美元，同比下降35.9%。中国企业在阿富汗新签工程承包合同额13万美元，同比下降99.9%；完成营业额1958万美元，同比下降42.8%。2022年1-12月，中阿贸易额5.95亿美元，同比增长13.6%。2022年12月1日起，中国给予阿富汗98%税目产品零关税待遇。
中国参与阿富汗和平重建，为阿富汗援建了帕尔旺水利修复工程、喀布尔共和国医院等一批民生工程。

## 图库

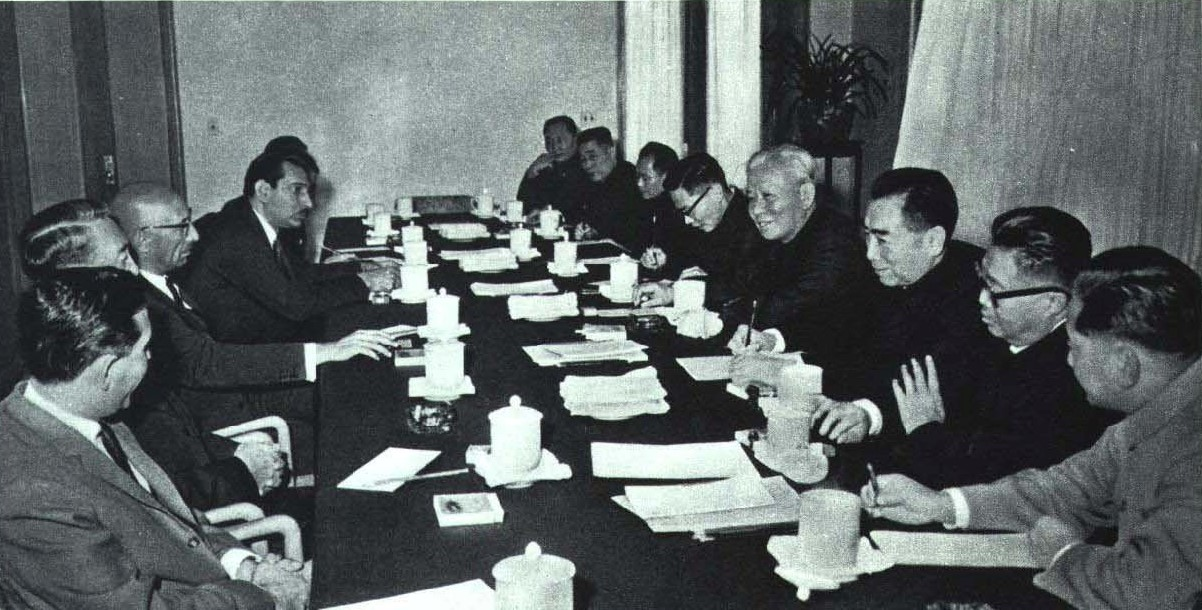
1964年11月 刘少奇周恩来与阿富汗国王穆罕默德·查希尔沙会谈
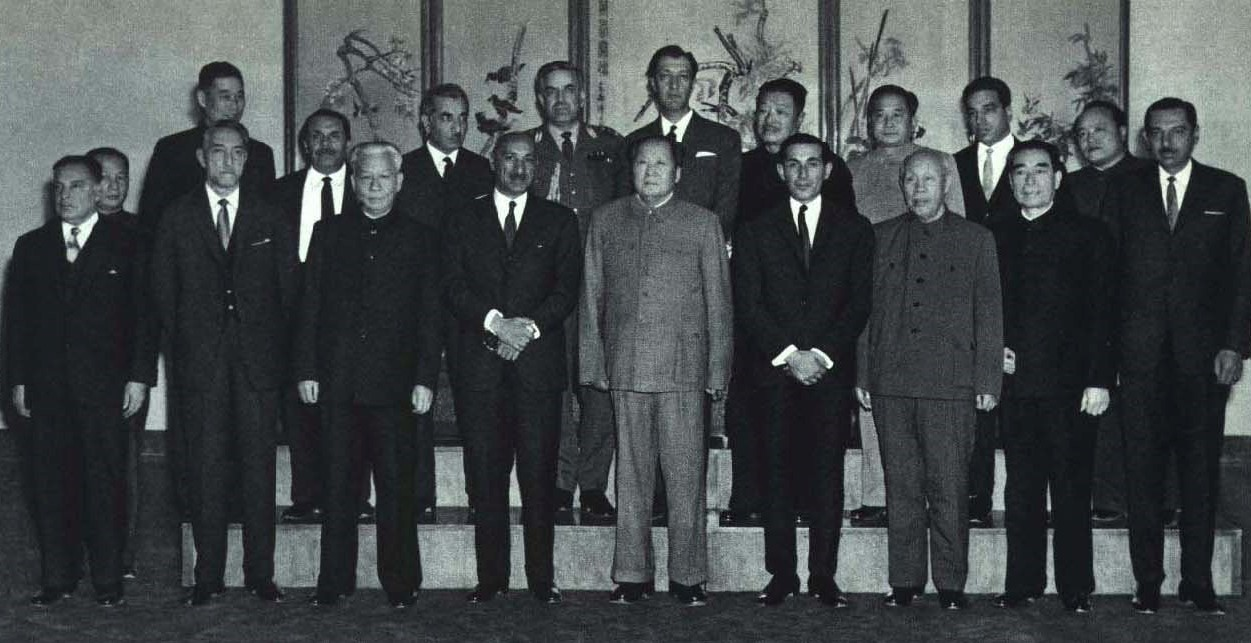
1964年11月1日 阿富汗国王穆罕默德·查希尔沙访问中国
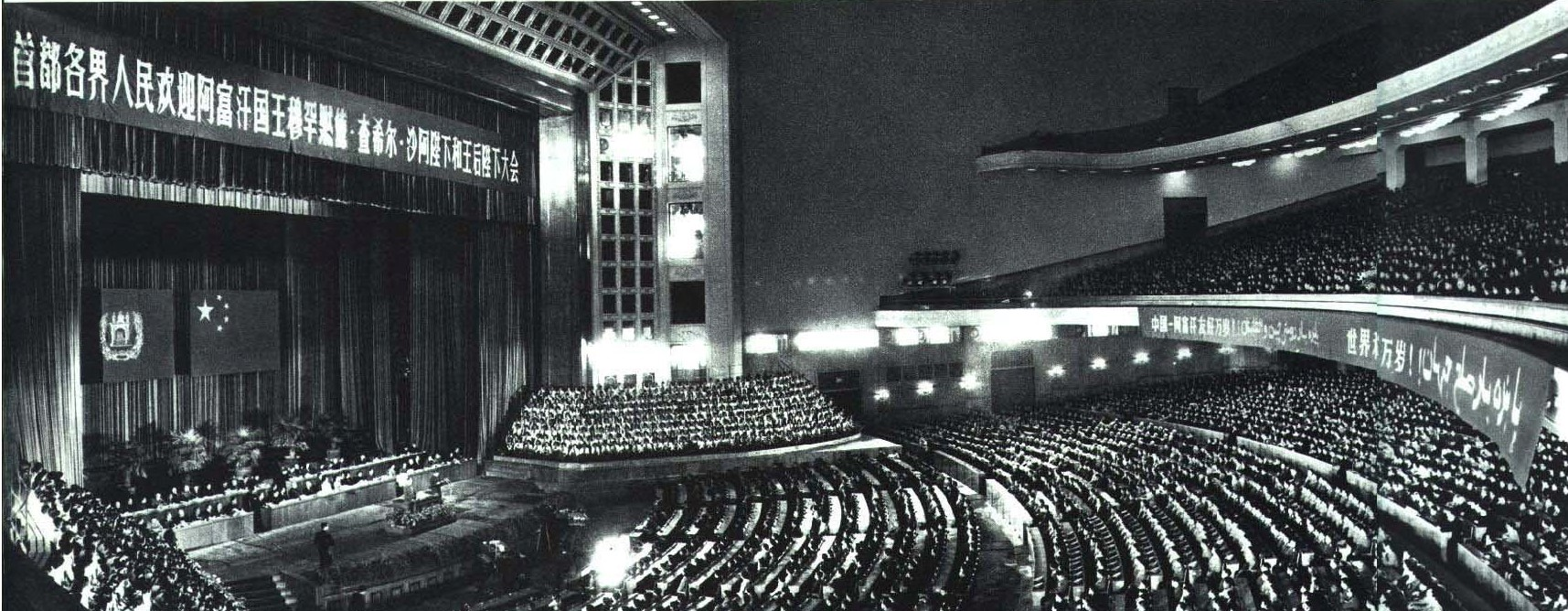
1964年11月2日 中华人民共和国欢迎阿富汗国王访华

## 外部連結
- 中国同阿富汗双边关系
- 中华人民共和国驻阿富汗伊斯兰共和国大使馆（简体中文）（英文）
  - 中华人民共和国驻阿富汗伊斯兰共和国大使馆经济商务处（简体中文）